# Championnat du Maroc de football 1930-1931
 (août 2022).
Navigation
Édition précédente Édition suivante
La saison 1930-1931 de la Ligue du Maroc de Football Association est la 16e édition des championnats du Maroc et la 9e de cette ligue. 
Le Stade Marocain remporte son deuxième titre de Champion du Maroc Division Honneur, en battant en finale l'US Marocaine, et se qualifié au Ligue des champions de l'ULNAF.

## Déroulement

### Phase finale

#### Finale
| Date        | Équipe 1       | Résultat | Équipe 2     | Lieu |
| ----------- | -------------- | -------- | ------------ | ---- |
| 17 mai 1931 | Stade Marocain | 1 - 1    | US Marocaine | -    |

| Date        | Équipe 1     | Résultat | Équipe 2       | Lieu |
| ----------- | ------------ | -------- | -------------- | ---- |
| 24 mai 1931 | US Marocaine | 2 - 2    | Stade Marocain | -    |

| Date | Équipe 1       | Résultat | Équipe 2     | Lieu |
| ---- | -------------- | -------- | ------------ | ---- |
| -    | Stade Marocain | ? - ?    | US Marocaine | -    |